# Sinop
Sinop é um município brasileiro do estado de Mato Grosso, na região Centro-Oeste. Sua população, conforme estimativa do Instituto Brasileiro de Geografia e Estatística (IBGE) de 2024, era de 216 029 habitantes.

## Etimologia
O nome da cidade é o acrônimo de Sociedade Imobiliária Noroeste do Paraná, a empresa que trouxe agricultores do norte do Paraná para colonizar o norte do Mato Grosso.

## História

### Colonização e povoamento
A área do atual município de Sinop começou a ser ocupada em 1972, quando a empresa Colonizadora Sinop S.A. adquiriu mais de 500 mil hectares a 500 km de Cuiabá, seguindo pela BR-163 (Cuiabá-Santarém), e Gleba Celeste foi criada.

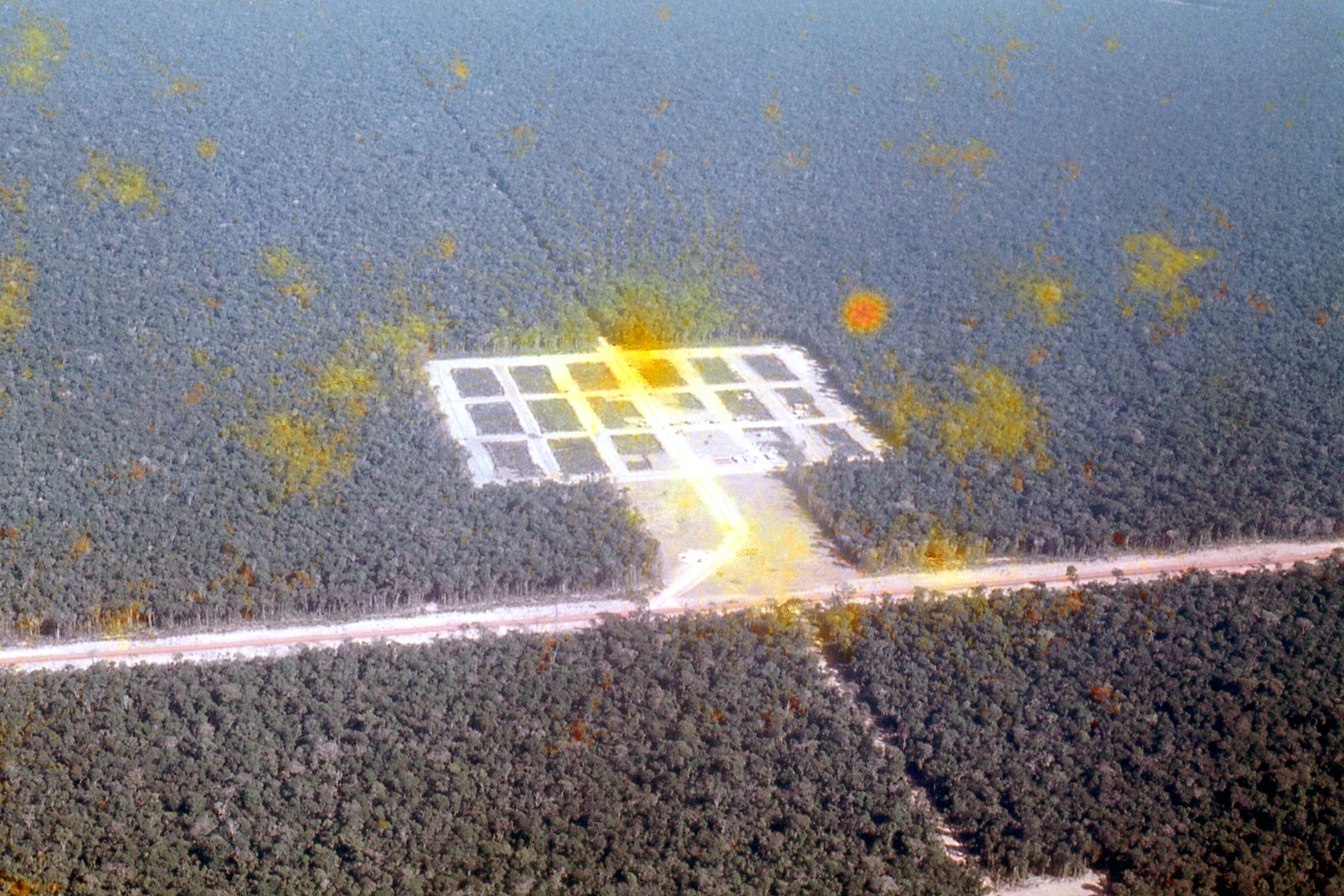
Assentamento SINOP, Julho de 1973, às margens da BR-163. Foto aérea Acervo Fotográfico Ten Cel Jaime Ribeiro.

O projeto foi implantado por Roberto Brandão com o auxílio de 400 homens e máquinas, que abriram as primeiras picadas na mata que, posteriormente, levaram à criação de Sinop, Vera, Santa Carmem e Cláudia. Também foram abertos 1.400 km de estradas vicinais e campos experimentais, e construída a infraestrutura de apoio para os novos habitantes, como centros comunitários e escolas. Brasileiros de todas as regiões mudaram-se para a área norte de Mato Grosso, sendo criada a "mística do Nortão".
Em maio de 1972, homens e máquinas começaram a abrir as primeiras ruas de Sinop. Muitas das famílias paranaenses levaram mais do que 7 dias para chegar à localidade. No dia da fundação (14 de setembro de 1974), Sinop ainda era um canteiro de obras com a dimensão de 20 quadras.
Em 2018 o TRF da 1ª Região negou a apelação por parte da empresa colonizadora em processo referente à área de domínio da BR 163, ficando assim comprovada a grilagem de terra durante a definição da área de domínio utilizada pela rodovia. A empresa foi condenada a pagar R$36.930.739,26 em indenização aos verdadeiros proprietários.

### Formação administrativa e história recente
Em julho de 1976, José Garcia Neto, governador do Mato Grosso, elevou Sinop a distrito municipal de Chapada dos Guimarães. E em dezembro de 1979, o governador Frederico Campos elevou Sinop a município.

## Geografia

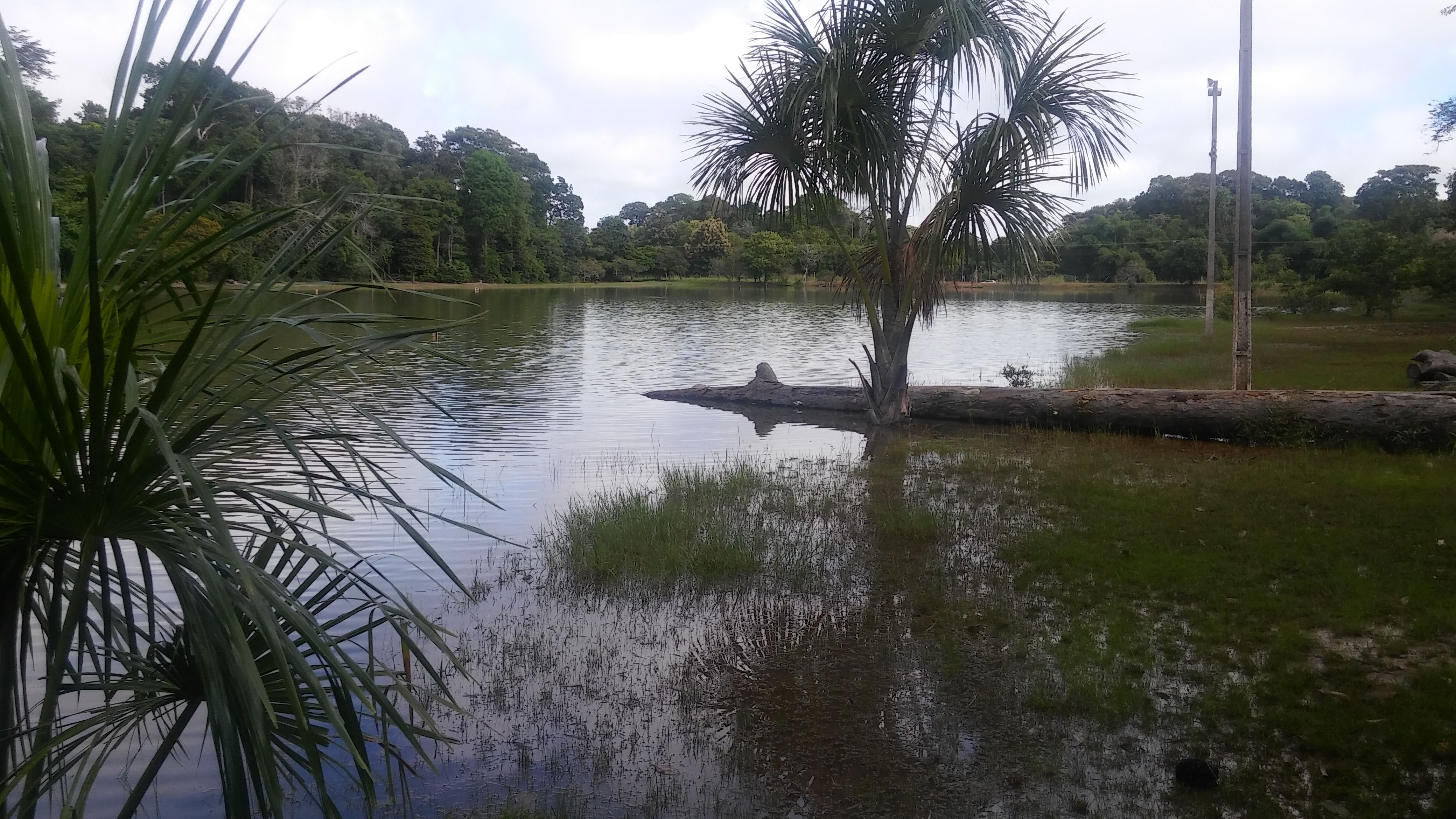
Parque Ecológico de Sinop.

Sinop está no noroeste da região Centro-Oeste: latitude 11º50’53” Sul e longitude 55°38’57” Oeste. A área é coberta por formação geológica não dobrada do Fanerozoico e pela Bacia Quaternária do Alto Xingu. Localiza-se 384 metros acima do nível do mar, na região do Planalto Residual Norte do Mato Grosso e do Planalto do Parecis. Está na Bacia Hidrográfica do Amazonas, tendo o Rio Teles Pires como principal rio.
O clima é equatorial, com uma estação chuvosa de outubro a abril e outra seca de maio a setembro. Segundo dados da estação meteorológica automática do Instituto Nacional de Meteorologia (INMET) no município, em operação desde outubro de 2006, a menor temperatura registrada em Sinop foi de 9,5 °C em 13 de maio de 2010 e a maior alcançou 40 °C em 19 de setembro de 2015. Em 24 horas o maior acumulado de precipitação chegou a 132,6 milímetros (mm) em 14 de fevereiro de 2012. O menor índice de umidade relativa do ar (URA) foi de 11%, na tarde de 14 de setembro de 2019, e a maior rajada de vento atingiu 24,2 m/s (87,1 km/h) em 1 de fevereiro de 2015.
| Dados climatológicos para Sinop                                                                  | Dados climatológicos para Sinop | Dados climatológicos para Sinop | Dados climatológicos para Sinop | Dados climatológicos para Sinop | Dados climatológicos para Sinop | Dados climatológicos para Sinop | Dados climatológicos para Sinop | Dados climatológicos para Sinop | Dados climatológicos para Sinop | Dados climatológicos para Sinop | Dados climatológicos para Sinop | Dados climatológicos para Sinop | Dados climatológicos para Sinop |
| Mês                                                                                              | Jan                             | Fev                             | Mar                             | Abr                             | Mai                             | Jun                             | Jul                             | Ago                             | Set                             | Out                             | Nov                             | Dez                             | Ano                             |
| ------------------------------------------------------------------------------------------------ | ------------------------------- | ------------------------------- | ------------------------------- | ------------------------------- | ------------------------------- | ------------------------------- | ------------------------------- | ------------------------------- | ------------------------------- | ------------------------------- | ------------------------------- | ------------------------------- | ------------------------------- |
| Temperatura máxima recorde (°C)                                                                  | 35,9                            | 36,7                            | 35,8                            | 36                              | 36,5                            | 35,9                            | 36,6                            | 38,9                            | 40                              | 39                              | 37,8                            | 37,1                            | 40                              |
| Temperatura mínima recorde (°C)                                                                  | 18,5                            | 18,5                            | 19,1                            | 14,4                            | 9,5                             | 12,8                            | 10,1                            | 10,1                            | 13,3                            | 16,6                            | 18,4                            | 17                              | 9,5                             |
| Fonte: Instituto Nacional de Meteorologia (INMET) (recordes de temperatura: 28/10/2006-presente) |                                 |                                 |                                 |                                 |                                 |                                 |                                 |                                 |                                 |                                 |                                 |                                 |                                 |

## Economia
Sinop está inserido na fronteira agrícola Amazônica e se destaca na agroindústria e no comércio.

### Produto Interno Bruto dos Municípios - 2015 ( PIB )
Em 2015, o PIB de Sinop era composto por:
- Impostos sobre produtos líquidos de subsídios a preços correntes: 478.200 mil Reais
- PIB a preços correntes: 4.426.992 mil Reais
- PIB per capita a preços correntes: 34.075,81 mil reais
- Valor adicionado bruto da agropecuária a preços correntes: 223.720 mil reais
- Valor adicionado bruto da indústria a preços correntes: 542.125 mil reais
- Valor adicionado bruto dos serviços a preços correntes: 2.554.420 mil reais

### Estatísticas do cadastro central de empresas - 2013
| Número de empresas atuantes    | 4.400   | Unidades         |
| Número de unidades locais      | 4.570   | Unidades         |
| Pessoal ocupado assalariado    | 33.847  | Pessoas          |
| Pessoal ocupado total          | 39.985  | Pessoas          |
| Salário médio mensal           | 2,4     | Salários mínimos |
| Salários e outras remunerações | 696.695 | Mil Reais        |

## Urbanismo

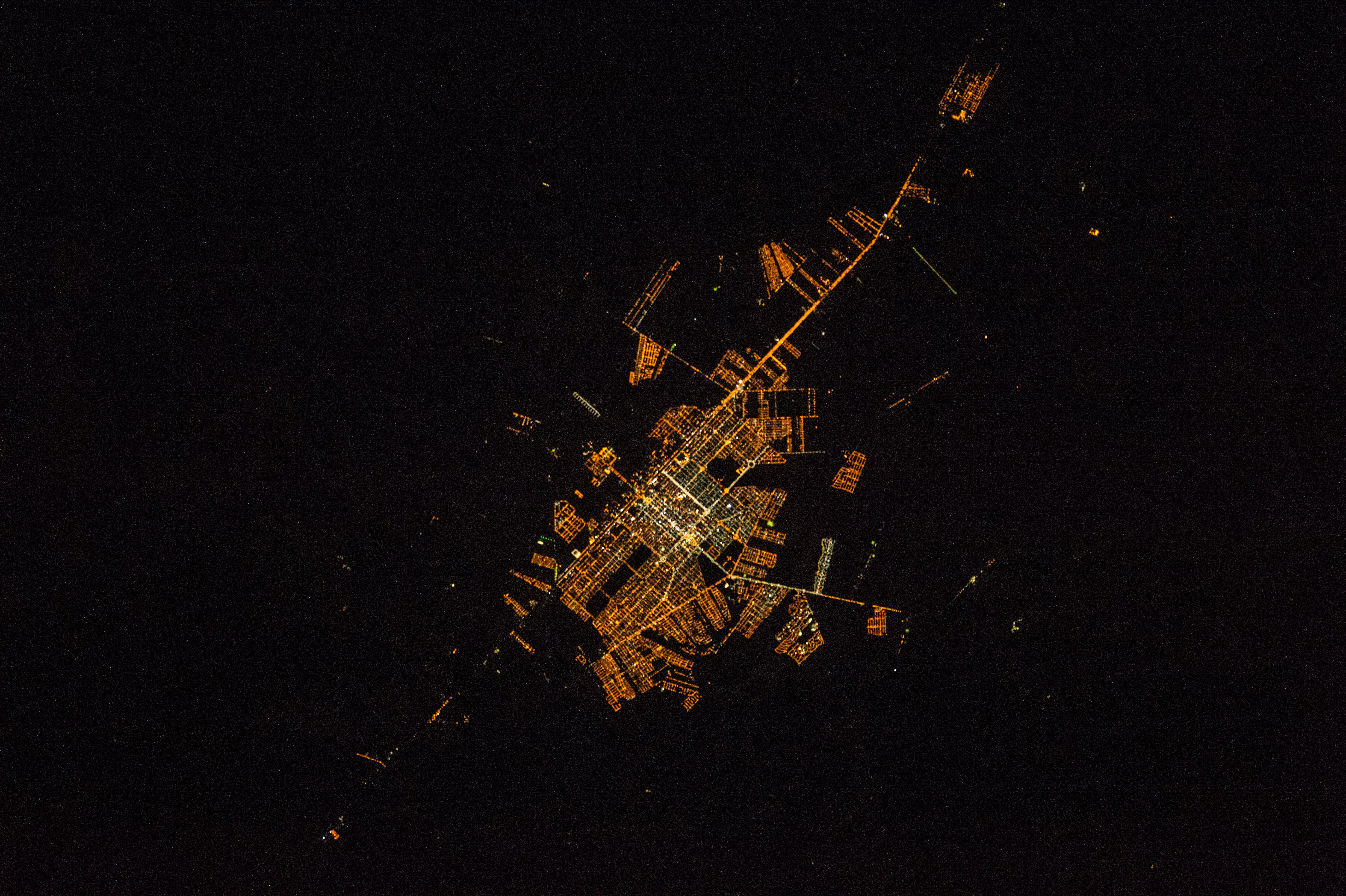
Imagem de Sinop a noite da Estação Espacial Internacional.

Sinop é uma cidade planejada de traçado regular. Ao todo, possui mais de 400 km de ruas (com 20m de largura e 5m de calçada) e avenidas (com até 50m de largura e 7m de calçada), que receberam nomes de árvores e flores, como Acácias, Sibipirunas, Jequitibás, Tarumãs, Palmeiras, Orquídeas, Avencas, Azaleias, Lírios e Violetas. A cidade possui 27,00 m² de área verde por habitante (mais do que o dobro recomendado pela OMS), tendo praças, reservas naturais e áreas de lazer.

## Turismo e cultura

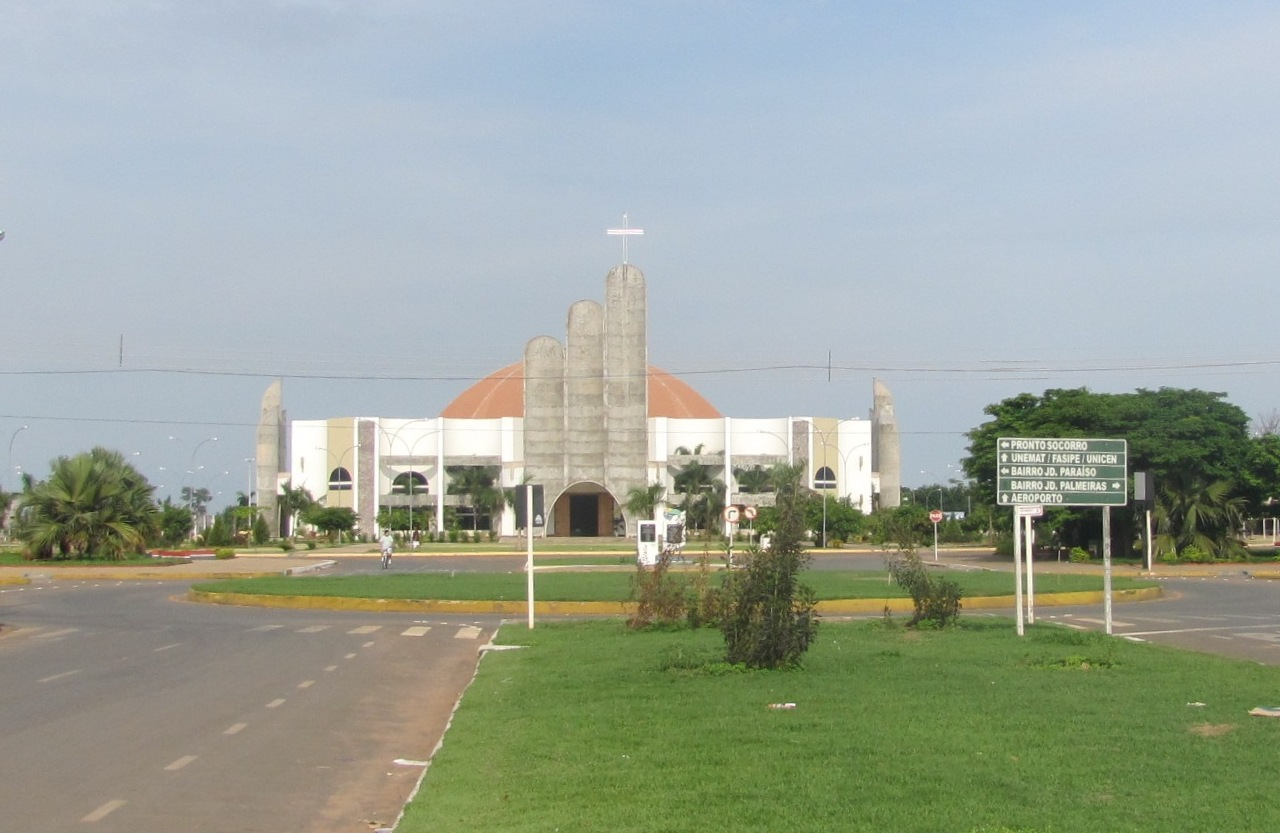
Catedral de Sinop

O município é banhado pelo Rio Teles Pires (afluente do Rio Tapajós, que deságua no Rio Amazonas), que permite atividades esportivas como pesca, canoagem e rafting. Além disso, a Praia do Cortado é muito utilizada pelos munícipes como opção de lazer e há também o Parque Ecológico de Sinop (conhecido como Parque Florestal), no Jardim das Primaveras.

### Locais
O município possui também:
- Biblioteca Pública de Sinop[21]
- Casa da Cultura de Sinop[22]
- Centro de Eventos Dante de Oliveira, com anfiteatro para setecentas pessoas, centro expositivo e dois pavilhões para simpósios ou outras solenidades[23]

## Estrutura esportiva

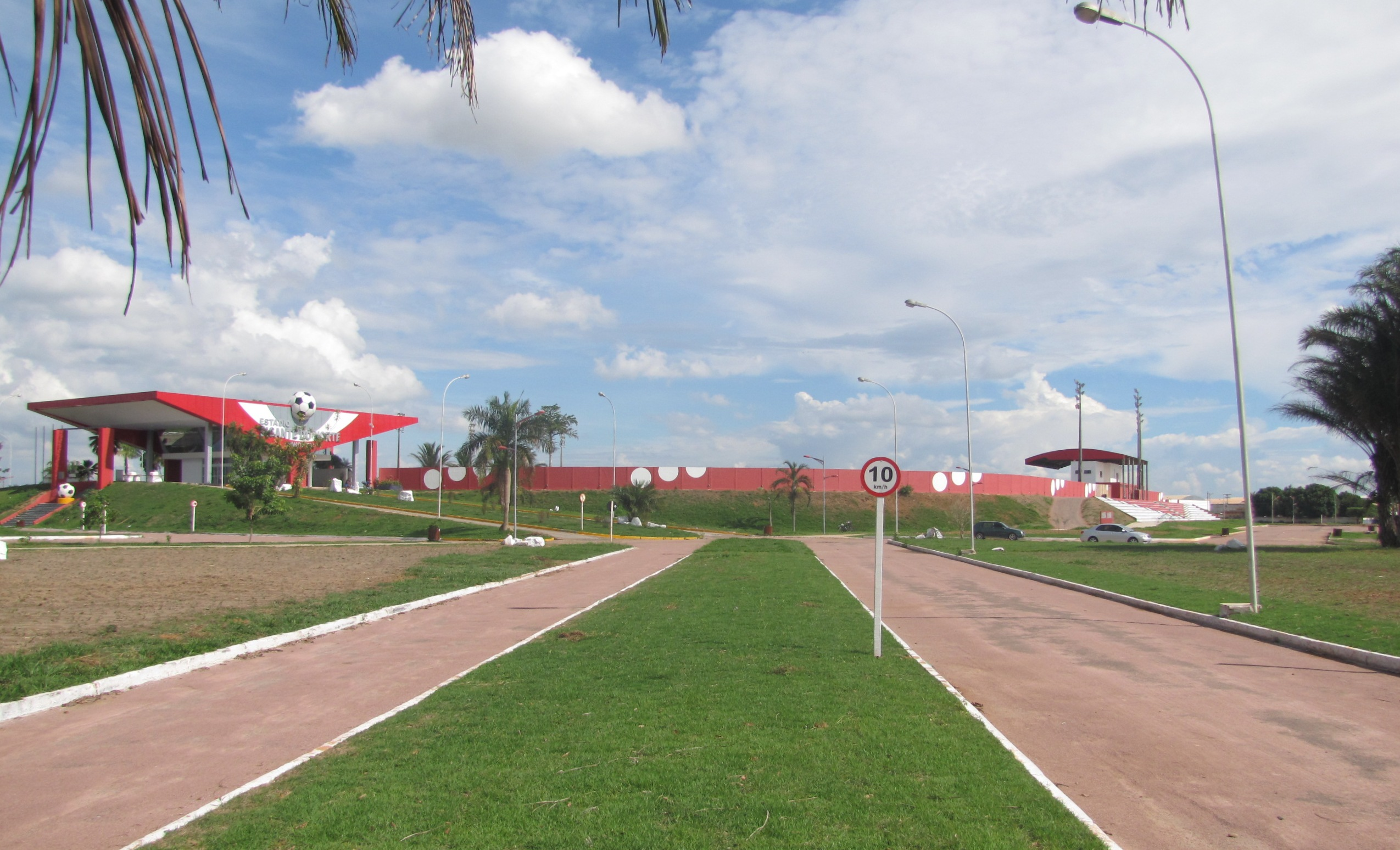
Estádio Municipal Massami Uriu.

A cidade possui o Estádio Gigante do Norte, popularmente conhecido como “Gigantão”, que está estruturado para receber até 14 mil pessoas, onde joga o Sinop Futebol Clube, o time oficial da cidade, onde foi revelado o ex-goleiro do São Paulo FC, Rogério Ceni.
Outra agremiação de futebol local é a Associação Atlética Sinop.
Na cidade existe ainda um Complexo Esportivo de Sinop e o Memorial Rogério Ceni, (onde encontra-se pertences, como luvas, camisas e prêmios do capitão são paulino, que cresceu na cidade).
Existe também na cidade os Jogos Olímpicos de Sinop, com várias modalidades esportivas. Sinop é a cidade natal do piloto de Motocross Freeestyle Gilmar Flores (conhecido também como "Joaninha").

## Filhos ilustres
- Ver Sinopenses biografados na Wikipédia